# Happy Planet Index

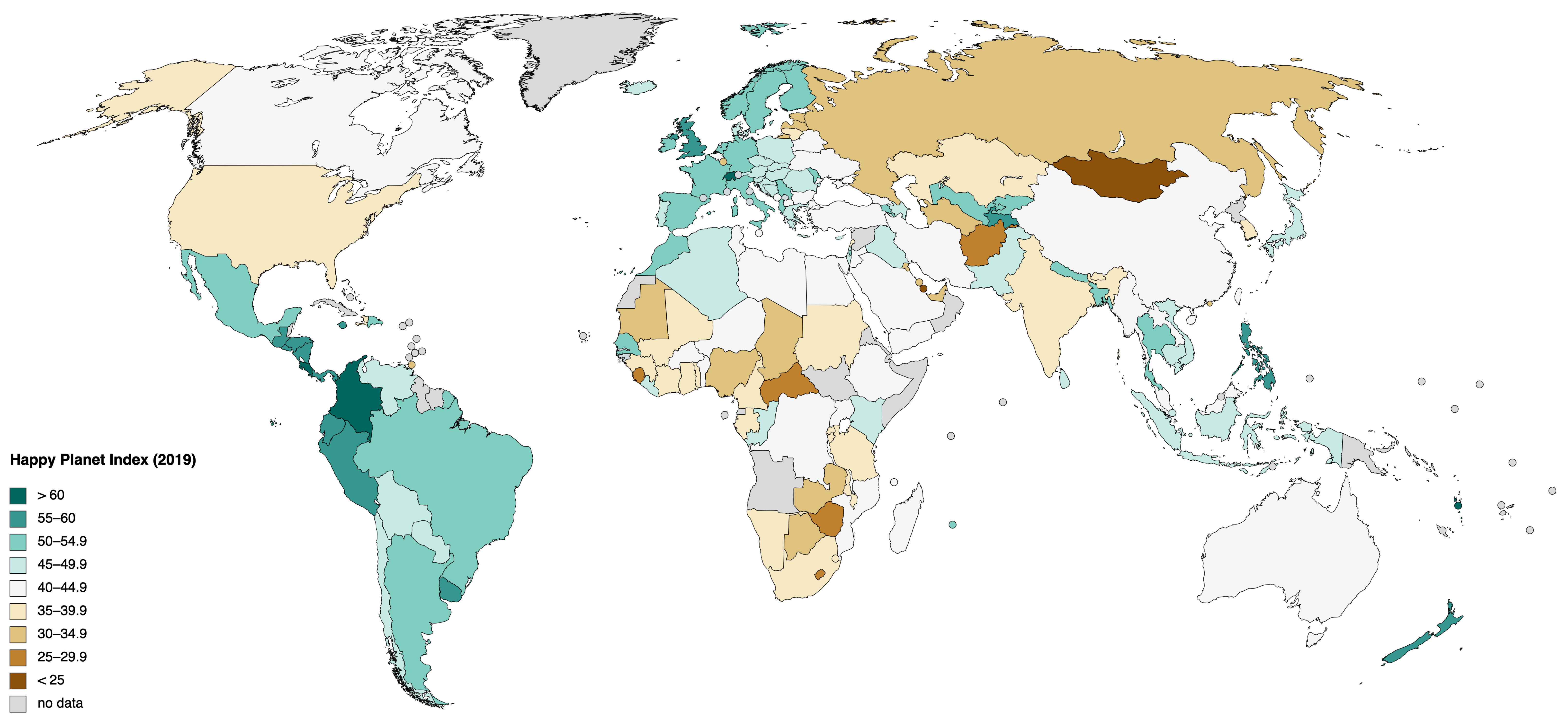
De Happy Planet Index in 2006. De bestscorende landen worden aangegeven met groen, en bruin geeft de slechtsscorende landen aan

De Happy Planet Index (Engels voor: Gelukkigeplaneetindex) is een index van de New Economics Foundation die aangeeft, hoe gelukkig inwoners van de diverse landen ter wereld zijn. 176 van de circa 195 onafhankelijke landen zijn in het onderzoek opgenomen, evenals Hongkong en Palestina. 
Bij de berekening van de plaats op de index is uitgegaan van verschillende factoren, waaronder de ecologische voetafdruk, die uitdrukt hoeveel middelen zoals brandstoffen gemiddeld door de inwoner van een land worden verbruikt. Een sterk vereenvoudigde conceptuele versie van de gebruikte formule luidt:
 HPI = (levenstevredenheid x levensverwachting) / ecologische voetafdruk
Op deze index (2009) staat Costa Rica op de eerste plaats, en Zimbabwe op de laatste. Nederland staat op de 43e plaats en België op de 64e.

## Rankings per jaar

### Top 10 2006
- 1. Vanuatu
- 2. Colombia
- 3. Costa Rica
- 4. Dominica
- 5. Panama
- 6. Cuba
- 7. Honduras
- 8. Guatemala
- 9. El Salvador
- 10. Saint Vincent and the Grenadines

### Top 10 2009
- 1. Costa Rica
- 2. Dominicaanse Republiek
- 3. Jamaica
- 4. Guatemala
- 5. Vietnam
- 6. Colombia
- 7. Cuba
- 8. El Salvador
- 9. Brazilië
- 10. Honduras

### Top 10 2012
- 1. Costa Rica
- 2. Vietnam
- 3. Colombia
- 4. Belize
- 5. El Salvador
- 6. Jamaica
- 7. Panama
- 8. Nicaragua
- 9. Venezuela
- 10. Guatemala